# Нєзамисл
Нєзамисл — один із міфічних князів Чехії. Згідно з хронікою Козьми Празького був сином Пржемисла Орача і Любуші. Після смерті батька посів його місце. Єдиним доказом існування його і решти міфічних князів вважається фреска в ротонді в місті Зноймі.

## Суперечки про імена
Вперше це ім'я згадав Козьма Празький і з його праці воно почало кочувати по всіх роботах аж до середини XIX століття. Потім почались суперечки. Душан Тржештік вважає, що імена Пржемисл-Нєзамисл є насліддям прадавньої індоєвропейської двоєдиності богів, так само як Прометей-Епіметей, Лель-Полель тощо. Тобто міфічні князі чехів є насправді богами.
Завіш Каладра стверджував, що зовсім не випадково міфічних князів саме сім. Адже вони є забутими стародавніми назвами днів тижня, і Нєзамисл це назва неділі.
Владімір Карбусіцкі вважає, що сім міфічних князів є нічим іншим, як неправильно прочитаний текст. У посланні до франків від чехів (9 ст.) є уривок: Krok’ kazi (Tetha), lubo premyšl, nezamyšl m'nata voj'n u‘ni zla, kr'z my s‘ neklan (am), gosti vit, що можна перекласти як Зупинись, Тета, і поміркуй. Не замислюємо на тебе війни ні зла, спини свої не гнутимемо, гостей вітаємо.